# Bibliografia lui Edgar Allan Poe
Opera literară a autorului american Edgar Allan Poe (19 ianuarie 1809 – 7 octombrie 1849) include un număr mare de poezii, povestiri și un roman. Proza sa cuprinde mai multe genuri, inclusiv ficțiune de groază, aventură, science-fiction și ficțiune polițistă, un gen pe care el este considerat că l-a inventat. Aceste lucrări sunt în general considerate ca făcând parte din mișcarea Romantismului Întunecat, o reacție literară la Transcendentalism. Scrierile lui Poe reflectă teoriile sale literare: el nu a fost de acord cu didacticismul și alegoria. Sensul în literatură, a spus el în critica sa, ar trebui să fie un subcurent aflat chiar imediat sub suprafață; lucrările ale căror semnificații sunt prea evidente încetează să mai fie artă. Poe a urmărit originalitatea în opera sa literară și nu-i plăceau proverbele. El a inclus adesea elemente de pseudoștiințe populare cum ar fi frenologia și fizionomia. Temele sale cele mai recurente sunt legate de moarte, inclusiv semnele sale fizice, efectele descompunerii, preocupările cu privire la înmormântarea de vii, revenirea la viață și doliu. Deși cunoscut ca un practicant magistral al ficțiunii gotice, Poe nu a inventat acest gen; el a urmat o îndelungată tradiție populară.
Cariera literară a lui Poe a început în 1827, cu publicarea a 50 de exemplare ale volumului Tamerlane and Other Poems atribuit doar „unui bostonian”, o colecție de poezii timpurii care nu au primit practic nici o atenție. În decembrie 1829, Poe a publicat volumul Al Aaraaf, Tamerlane, and Minor Poems la Baltimore, înainte de a debuta cu povestiri cu „Metzengerstein”, în 1832. Scrierea sa în proză cea mai de succes și cea mai citită în timpul vieții sale a fost „Cărăbușul de aur”, care i-a adus un premiu de 100 de dolari, cei mai mulți bani pe care i-a primit pentru o singură scriere. Una dintre lucrările sale cele mai importante, „Crimele din Rue Morgue”, a fost publicată în 1841 și este considerată astăzi prima poveste polițistă modernă. Poe a numit-o „poveste de raționament”. Poe a devenit un nume celebru odată cu publicarea „Corbului” în 1845, deși nu a fost un succes financiar. Alegerea carierei literare era la acel moment a fost o alegere dificilă și multe dintre scrierile lui Poe au fost scrise folosind teme furnizate în mod special pentru gusturile publicului de masă.

## Poezii
| Titlu                                       | Titlu original              | Dată               | Publicată pentru prima oară în        | Note                                                                           |
| ------------------------------------------- | --------------------------- | ------------------ | ------------------------------------- | ------------------------------------------------------------------------------ |
| „Poetry”                                    | „Poetry”                    | 1824               | Niciodată publicată în vremea lui Poe | [ 20 ]                                                                         |
| „O, Tempora! O, Mores!”                     | „O, Tempora! O, Mores!”     | 1825               | Niciodată publicată în vremea lui Poe | Neautentificată de Poe                                                         |
| „Tamerlane”                                 | „Tamerlane”                 | iulie 1827         | Tamerlane and Other Poems             | [ 22 ]                                                                         |
| „Cântec”                                    | „Song”                      | iulie 1827         | Tamerlane and Other Poems             | [ 23 ]                                                                         |
| „Imitație”                                  | „Imitation”                 | iulie 1827         | Tamerlane and Other Poems             | [ 23 ]                                                                         |
| „Un vis”                                    | „A Dream”                   | iulie 1827         | Tamerlane and Other Poems             | [ 23 ]                                                                         |
| „Lacul”                                     | „The Lake”                  | iulie 1827         | Tamerlane and Other Poems             | [ 22 ]                                                                         |
| „Duhurile morților”                         | „Spirits of the Dead”       | iulie 1827         | Tamerlane and Other Poems             | [ 22 ]                                                                         |
| „Steaua serii”                              | „Evening Star”              | iulie 1827         | Tamerlane and Other Poems             | [ 22 ]                                                                         |
| „Dreams”                                    | „Dreams”                    | iulie 1827         | Tamerlane and Other Poems             | [ 24 ]                                                                         |
| „Stanzas”                                   | „Stanzas”                   | iulie 1827         | Tamerlane and Other Poems             | [ 25 ]                                                                         |
| „Cea mai mândră zi, cel mai mândru ceas...” | „The Happiest Day”          | 15 septembrie 1827 | The North American                    | [ 23 ]                                                                         |
| „To Margaret”                               | „To Margaret”               | circa 1827         | Niciodată publicată în vremea lui Poe | [ 26 ]                                                                         |
| „Alone”                                     | „Alone”                     | 1829               | Niciodată publicată în vremea lui Poe | [ 27 ]                                                                         |
| „To Isaac Lea”                              | „To Isaac Lea”              | circa 1829         | Niciodată publicată în vremea lui Poe | [ 28 ]                                                                         |
| „Râului ——”                                 | „To The River ——”           | 1829               | Al Aaraaf, Tamerlane, and Minor Poems | [ 29 ]                                                                         |
| „To ——”                                     | „To ——”                     | 1829               | Al Aaraaf, Tamerlane, and Minor Poems | Începe cu „The bowers whereat, in dreams...”                                   |
| „To ——”                                     | „To ——”                     | 1829               | Al Aaraaf, Tamerlane, and Minor Poems | Începe cu „Should my early life seem...”                                       |
| „Romanță”                                   | „Romance”                   | 1829               | Al Aaraaf, Tamerlane, and Minor Poems | [ 23 ]                                                                         |
| „Fairy-Land”                                | „Fairy-Land”                | 1829               | Al Aaraaf, Tamerlane, and Minor Poems | [ 23 ]                                                                         |
| „Sonet — Către știință”                     | „To Science”                | 1829               | Al Aaraaf, Tamerlane, and Minor Poems | [ 31 ]                                                                         |
| „Al Aaraaf”                                 | „Al Aaraaf”                 | 1829               | Al Aaraaf, Tamerlane, and Minor Poems | [ 23 ]                                                                         |
| „An Acrostic”                               | „An Acrostic”               | 1829               | Niciodată publicată în vremea lui Poe | [ 23 ]                                                                         |
| „Elizabeth”                                 | „Elizabeth”                 | 1829               | Niciodată publicată în vremea lui Poe | [ 32 ]                                                                         |
| „Către Helen”                               | „To Helen”                  | 1831               | Poems by Edgar A. Poe                 | [ 32 ]                                                                         |
| „A Paean”                                   | „A Paean”                   | 1831               | Poems by Edgar A. Poe                 | [ 33 ]                                                                         |
| „Adormita”                                  | „The Sleeper”               | 1831               | Poems by Edgar A. Poe                 | [ 33 ]                                                                         |
| „Cetatea din mare”                          | „The City in the Sea”       | 1831               | Poems by Edgar A. Poe                 | [ 33 ]                                                                         |
| „Valea neodihnei”                           | „The Valley of Unrest”      | 1831               | Poems by Edgar A. Poe                 | [ 33 ]                                                                         |
| „Israfel”                                   | „Israfel”                   | 1831               | Poems by Edgar A. Poe                 | [ 33 ]                                                                         |
| „Enigma”                                    | „Enigma”                    | 2 februarie 1833   | Baltimore Saturday Visiter            | [ 34 ]                                                                         |
| „Serenade”                                  | „Serenade”                  | 20 aprilie 1833    | Baltimore Saturday Visiter            | [ 35 ]                                                                         |
| „Fanny”                                     | „Fanny”                     | 18 mai 1833        | Baltimore Saturday Visiter            | [ 36 ]                                                                         |
| „Coliseum”                                  | „The Coliseum”              | 26 octombrie 1833  | Baltimore Saturday Visiter            | [ 37 ]                                                                         |
| „Celei din paradis”                         | „To One in Paradise”        | ianuarie 1834      | Godey's Lady's Book                   | [ 29 ]                                                                         |
| „Hymn”                                      | „Hymn”                      | aprilie 1835       | Southern Literary Messenger           | [ 38 ]                                                                         |
| „To Elizabeth”                              | „To Elizabeth”              | septembrie 1835    | Southern Literary Messenger           | Republicată ca „To F——s S. O——d” în 1845                                       |
| „May Queen Ode”                             | „May Queen Ode”             | circa 1836         | Niciodată publicată în vremea lui Poe | [ 39 ]                                                                         |
| „Spiritual Song”                            | „Spiritual Song”            | 1836               | Niciodată publicată în vremea lui Poe | [ 40 ]                                                                         |
| „Latin Hymn”                                | „Latin Hymn”                | martie 1836        | Southern Literary Messenger           | [ 41 ]                                                                         |
| „Baladă nupțială”                           | „Bridal Ballad”             | ianuarie 1837      | Southern Literary Messenger           | Publicată inițial ca „Ballad”                                                  |
| „Sonet — La Zante”                          | „To Zante”                  | ianuarie 1837      | Southern Literary Messenger           | [ 31 ]                                                                         |
| „Palatul bântuit”                           | „The Haunted Palace”        | aprilie 1839       | American Museum                       | [ 43 ]                                                                         |
| „Sonet — Tăcere”                            | „Silence–A Sonnet”          | 4 ianuarie 1840    | Saturday Courier                      | [ 44 ]                                                                         |
| „Viermele biruitor”                         | „The Conqueror Worm”        | ianuarie 1843      | Graham's Magazine                     | [ 45 ]                                                                         |
| „Lines on Joe Locke”                        | „Lines on Joe Locke”        | 28 februarie 1843  | Saturday Museum                       | [ 46 ]                                                                         |
| „Lenore”                                    | „Lenore”                    | februarie 1843     | The Pioneer                           | [ 47 ]                                                                         |
| „A Campaign Song”                           | „A Campaign Song”           | 1844               | Niciodată publicată în vremea lui Poe | [ 48 ]                                                                         |
| „Tărâm de vis”                              | „Dream-Land”                | iunie 1844         | Graham's Magazine                     | [ 45 ]                                                                         |
| „Epigram for Wall Street”                   | „Epigram for Wall Street”   | 23 ianuarie 1845   | Evening Mirror                        | [ 49 ]                                                                         |
| „Corbul”                                    | „The Raven”                 | februarie 1845     | American Review: A Whig Journal       | [ 50 ]                                                                         |
| „Impromptu. To Kate Carol”                  | „Impromptu. To Kate Carol”  | 26 aprilie 1845    | Broadway Journal                      | [ 51 ]                                                                         |
| „To F——”                                    | „To F——”                    | aprilie 1845       | Broadway Journal                      | Republicată ca „To Frances” în ediția din 6 septembrie 1845 a Broadway Journal |
| „Eulalie”                                   | „Eulalie”                   | iulie 1845         | American Review: A Whig Journal       | [ 52 ]                                                                         |
| „The Divine Right of Kings”                 | „The Divine Right of Kings” | octombrie 1845     | Graham's Magazine                     | [ 53 ]                                                                         |
| „A Valentine”                               | „A Valentine”               | 21 februarie 1846  | Evening Mirror                        | Publicată inițial ca „To Her Whose Name Is Written Below”                      |
| „Beloved Physician”                         | „Beloved Physician”         | 1847               | Niciodată publicată în vremea lui Poe | Incompletă                                                                     |
| „Deep in Earth”                             | „Deep in Earth”             | 1847               | Niciodată publicată în vremea lui Poe | Incompletă                                                                     |
| „To M. L. S—— (1847)”                       | „To M. L. S—— (1847)”       | 13 martie 1847     | The Home Journal                      | [ 32 ]                                                                         |
| „Ulalume”                                   | „Ulalume”                   | decembrie 1847     | American Whig Review                  | [ 57 ]                                                                         |
| „Lines on Ale”                              | „Lines on Ale”              | 1848               | Niciodată publicată în vremea lui Poe | [ 58 ]                                                                         |
| „To Marie Louise”                           | „To Marie Louise”           | martie 1848        | Columbian Magazine                    | [ 59 ]                                                                         |
| „O enigmă”                                  | „An Enigma”                 | martie 1848        | Union Magazine of Literature and Art  | [ 57 ]                                                                         |
| „To Helen”                                  | „To Helen”                  | noiembrie 1848     | Sartain's Union Magazine              | [ 32 ]                                                                         |
| „Un vis într-un vis”                        | „A Dream Within A Dream”    | 31 martie 1849     | The Flag of Our Union                 | [ 57 ]                                                                         |
| „Eldorado”                                  | „Eldorado”                  | 21 aprilie 1849    | Flag of Our Union                     | [ 60 ]                                                                         |
| „For Annie”                                 | „For Annie”                 | 28 aprilie 1849    | Flag of Our Union                     | [ 57 ]                                                                         |
| „To My Mother”                              | „To My Mother”              | 7 iulie 1849       | Flag of Our Union                     | [ 29 ]                                                                         |
| „Annabel Lee”                               | „Annabel Lee”               | 9 octombrie 1849   | New York Daily Tribune                | Vândută înainte de moartea lui Poe, dar publicată postum                       |
| „Clopotele”                                 | „The Bells”                 | noiembrie 1849     | Sartain's Union Magazine              | Vândută înainte de moartea lui Poe, dar publicată postum                       |

## Povestiri
| Titlu                                                | Titlu original                                     | Data publicării                                             | Publicată pentru prima oară în                        | Gen                              | Note |
| ---------------------------------------------------- | -------------------------------------------------- | ----------------------------------------------------------- | ----------------------------------------------------- | -------------------------------- | --- |
| „Metzengerstein”                                     | Metzengerstein                                     | 14 ianuarie 1832                                            | Philadelphia Saturday Courier                         | Horror / Satiră                  | Publicată inițial anonim cu subtitlul „A Tale in Imitation of the German”                                                                         |
| „The Duc de L'Omelette”                              | The Duc de L'Omelette                              | 3 martie 1832                                               | Philadelphia Saturday Courier                         | Umor                             | Inițial „The Duke of l'Omelette” |
| „A Tale of Jerusalem”                                | A Tale of Jerusalem                                | 9 iunie 1832                                                | Philadelphia Saturday Courier                         | Umor                             | [ 63 ] |
| „Loss of Breath”                                     | Loss of Breath                                     | 10 noiembrie 1832                                           | Philadelphia Saturday Courier                         | Umor                             | Inițial „A Decided Loss” |
| „Bon-Bon”                                            | Bon-Bon                                            | 1 decembrie 1832                                            | Philadelphia Saturday Courier                         | Umor                             | Inițial „The Bargain Lost” |
| „Manuscris găsit într-o sticlă”                      | MS. Found in a Bottle                              | 19 octombrie 1833                                           | Baltimore Saturday Visiter                            | Aventură                         | [ 64 ] |
| „The Assignation”                                    | The Assignation                                    | ianuarie 1834                                               | Godey's Lady's Book                                   | Horror                           | Inițial „The Visionary”, publicată anonim |
| „Berenice”                                           | Berenice                                           | martie 1835                                                 | Southern Literary Messenger                           | Horror                           | [ 38 ] |
| „Morella”                                            | Morella                                            | aprilie 1835                                                | Southern Literary Messenger                           | Horror                           | [ 38 ] |
| „Lionizing”                                          | Lionizing                                          | mai 1835                                                    | Southern Literary Messenger                           | Satiră                           | Subtitlu: „A Tale” |
| „Hans Pfaall”                                        | The Unparalleled Adventure of One Hans Pfaall      | iunie 1835                                                  | Southern Literary Messenger                           | Aventură                         | [ 38 ] |
| „Regele Ciumă”                                       | King Pest                                          | septembrie 1835                                             | Southern Literary Messenger                           | Horror / Umor                    | Inițial „King Pest the First”, publicată anonim                                                                                                   |
| „Umbră – O parabolă”                                 | Shadow—A Parable                                   | septembrie 1835                                             | Southern Literary Messenger                           | Horror                           | Publicată anonim |
| „Four Beasts in One—The Homo-Cameleopard”            | Four Beasts in One—The Homo-Cameleopard            | martie 1836                                                 | Southern Literary Messenger                           | Umor                             | Inițial „Epimanes” |
| „Mystification”                                      | Mystification                                      | iunie 1837                                                  | American Monthly Magazine                             | Umor                             | Inițial „Von Jung, the Mystific” |
| „Tăcere – O fabulă”                                  | Silence—A Fable                                    | 1838                                                        | Baltimore Book                                        | Umor                             | Inițial „Siope—A Fable” |
| „Ligeia”                                             | Ligeia                                             | septembrie 1838                                             | Baltimore American Museum                             | Horror                           | Republicată în ediția din 15 februarie 1845 a New York World, incluzând poemul „Viermele biruitor” după cuvintele spuse de Ligeia pe patul morții |
| „How to Write a Blackwood Article”                   | How to Write a Blackwood Article                   | noiembrie 1838                                              | Baltimore American Museum                             | Parodie                          | O introducere la „A Predicament” |
| „A Predicament”                                      | A Predicament                                      | noiembrie 1838                                              | Baltimore American Museum                             | Parodie                          | Împreună cu „How to Write a Blackwood Article”, inițial „The Scythe of Time”                                                                      |
| „The Devil in the Belfry”                            | The Devil in the Belfry                            | 18 mai 1839                                                 | Saturday Chronicle and Mirror of the Times            | Umor / Satiră                    | [ 71 ] |
| „Omul făcut bucăți”                                  | The Man That Was Used Up                           | august 1839                                                 | Burton's Gentleman's Magazine                         | Satiră                           | [ 72 ] |
| „Prăbușirea Casei Usher”                             | The Fall of the House of Usher                     | septembrie 1839                                             | Burton's Gentleman's Magazine                         | Horror                           | [ 73 ] |
| „William Wilson”                                     | William Wilson                                     | octombrie 1839                                              | The Gift: A Christmas and New Year's Present for 1840 | Horror                           | [ 74 ] |
| „The Conversation of Eiros and Charmion”             | The Conversation of Eiros and Charmion             | decembrie 1839                                              | Burton's Gentleman's Magazine                         | Science fiction                  | [ 74 ] |
| „Why the Little Frenchman Wears His Hand in a Sling” | Why the Little Frenchman Wears His Hand in a Sling | 1840                                                        | Tales of the Grotesque and Arabesque                  | Umor                             | [ 75 ] |
| „The Business Man”                                   | The Business Man                                   | februarie 1840                                              | Burton's Gentleman's Magazine                         | Umor                             | Inițial „Peter Pendulum” |
| „The Man of the Crowd”                               | The Man of the Crowd                               | decembrie 1840                                              | Graham's Magazine                                     | Horror                           | [ 76 ] |
| „Crimele din Rue Morgue”                             | The Murders in the Rue Morgue                      | aprilie 1841                                                | Graham's Magazine                                     | Ficțiune polițistă               | [ 16 ] |
| „O pogorâre în Maelström”                            | A Descent into the Maelström                       | aprilie 1841                                                | Graham's Magazine                                     | Aventură                         | [ 75 ] |
| „The Island of the Fay”                              | The Island of the Fay                              | iunie 1841                                                  | Graham's Magazine                                     | Fantezie                         | [ 75 ] |
| „The Colloquy of Monos and Una”                      | The Colloquy of Monos and Una                      | august 1841                                                 | Graham's Magazine                                     | Science fiction                  | [ 77 ] |
| „Never Bet the Devil Your Head”                      | Never Bet the Devil Your Head                      | septembrie 1841                                             | Graham's Magazine                                     | Satiră                           | Subintitulată „A Tale with a Moral” |
| „Eleonora”                                           | Eleonora                                           | toamna anului 1841                                          | The Gift for 1842                                     | Dragoste                         | [ 79 ] |
| „Three Sundays in a Week”                            | Three Sundays in a Week                            | 27 noiembrie 1841                                           | Saturday Evening Post                                 | Umor                             | Inițial „A Succession of Sundays” |
| „Portretul oval”                                     | The Oval Portrait                                  | aprilie 1842                                                | Graham's Magazine                                     | Horror                           | Inițial „Life in Death” |
| „Masca Morții Roșii”                                 | The Masque of the Red Death                        | mai 1842                                                    | Graham's Magazine                                     | Horror                           | Inițial „The Mask of the Red Death” |
| „The Landscape Garden”                               | The Landscape Garden                               | octombrie 1842                                              | Snowden's Ladies' Companion                           | Schiță                           | Încorporată mai târziu în „The Domain of Arnheim”                                                                                                 |
| „Misterul lui Marie Rogêt”                           | The Mystery of Marie Rogêt                         | noiembrie 1842, decembrie 1842, februarie 1843 (serializat) | Snowden's Ladies' Companion                           | Ficțiune polițistă               | Subintitulată inițial „A Sequel to The Murders in the Rue Morgue”                                                                                 |
| „Hruba și pendulul”                                  | The Pit and the Pendulum                           | 1842–1843                                                   | The Gift: A Christmas and New Year's Present          | Horror                           | [ 85 ] |
| „Inima care-și spune taina”                          | The Tell-Tale Heart                                | ianuarie 1843                                               | The Pioneer                                           | Horror                           | [ 86 ] |
| „Cărăbușul de aur”                                   | The Gold-Bug                                       | iunie 1843                                                  | Dollar Newspaper                                      | Aventură                         | [ 87 ] |
| „Pisica neagră”                                      | The Black Cat                                      | 19 august 1843                                              | United States Saturday Post                           | Horror                           | [ 88 ] |
| „Diddling”                                           | Diddling                                           | 14 octombrie 1843                                           | Philadelphia Saturday Courier                         | Parodie                          | Inițial „Raising the Wind; or, Diddling Considered as One of the Exact Sciences”                                                                  |
| „Ochelarii”                                          | The Spectacles                                     | 27 martie 1844                                              | Dollar Newspaper                                      | Umor                             | [ 90 ] |
| „A Tale of the Ragged Mountains”                     | A Tale of the Ragged Mountains                     | aprilie 1844                                                | Godey's Lady's Book                                   | Science fiction, Aventură        | [ 90 ] |
| „Îngropat de viu”                                    | The Premature Burial                               | 31 iulie 1844                                               | Dollar Newspaper                                      | Horror                           | [ 91 ] |
| „Mesmeric Revelation”                                | Mesmeric Revelation                                | august 1844                                                 | Columbian Magazine                                    | Science fiction                  | [ 92 ] |
| „Lada dreptunghiulară”                               | The Oblong Box                                     | septembrie 1844                                             | Godey's Lady's Book                                   | Horror                           | [ 93 ] |
| „The Angel of the Odd”                               | The Angel of the Odd                               | octombrie 1844                                              | Columbian Magazine                                    | Umor                             | Subintitulată „An Extravaganza” |
| „„Tu ești ucigașul!””                                | Thou Art the Man                                   | noiembrie 1844                                              | Godey's Lady's Book                                   | Ficțiune polițistă / Satiră      | [ 93 ] |
| „The Literary Life of Thingum Bob, Esq.”             | The Literary Life of Thingum Bob, Esq.             | decembrie 1844                                              | Southern Literary Messenger                           | Umor                             | [ 93 ] |
| „Scrisoarea furată”                                  | The Purloined Letter                               | 1844–1845                                                   | The Gift: A Christmas and New Year's Present          | Ficțiune polițistă               | [ 95 ] |
| „A o mie și doua poveste a Șeherezadei”              | The Thousand-and-Second Tale of Scheherazade       | februarie 1845                                              | Godey's Lady's Book                                   | Umor                             | Gândită ca o urmare la O mie și una de nopți |
| „Some Words with a Mummy”                            | Some Words with a Mummy                            | aprilie 1845                                                | American Review: A Whig Journal                       | Satiră                           | [ 97 ] |
| „The Power of Words”                                 | The Power of Words                                 | iunie 1845                                                  | Democratic Review                                     | Science fiction                  | [ 98 ] |
| „Demonul perversității”                              | The Imp of the Perverse                            | iulie 1845                                                  | Graham's Magazine                                     | Horror                           | [ 99 ] |
| „Sistemul doctorului Catran și al profesorului Pană” | The System of Doctor Tarr and Professor Fether     | noiembrie 1845                                              | Graham's Magazine                                     | Umor                             | [ 100 ] |
| „Faptele în cazul domnului Valdemar”                 | The Facts in the Case of M. Valdemar               | decembrie 1845                                              | The American Review                                   | Horror / Science fiction / Farsă | Inițial „The Facts of M. Valdemar's Case” |
| „Sfinxul”                                            | The Sphinx                                         | ianuarie 1846                                               | Arthur's Ladies Magazine                              | Satiră                           | [ 102 ] |
| „Balerca de Amontillado”                             | The Cask of Amontillado                            | noiembrie 1846                                              | Godey's Lady's Book                                   | Horror                           | [ 103 ] |
| „The Domain of Arnheim”                              | The Domain of Arnheim                              | martie 1847                                                 | Columbian Lady's and Gentleman's Magazine             | Schiță                           | Extindere a povestirii anterioare „The Landscape Garden”                                                                                          |
| „Mellonta Tauta”                                     | Mellonta Tauta                                     | februarie 1849                                              | Godey's Lady's Book                                   | Science fiction / Farsă          | [ 105 ] |
| „Hopa-Hop sau opt urangutani înlănțuiți”             | Hop-Frog                                           | 17 martie 1849                                              | Flag of Our Union                                     | Horror                           | Subintitulată „Or, The Eight Chained Ourang-Outangs”                                                                                              |
| „Von Kempelen and His Discovery”                     | Von Kempelen and His Discovery                     | 14 aprilie 1849                                             | Flag of Our Union                                     | Farsă                            | [ 57 ] |
| „X-ing a Paragrab”                                   | X-ing a Paragrab                                   | 12 mai 1849                                                 | Flag of Our Union                                     | Umor                             | [ 106 ] |
| „Landor's Cottage”                                   | Landor's Cottage                                   | 9 iunie 1849                                                | Flag of Our Union                                     | Schiță                           | Inițial „Landor's Cottage: A Pendant to The Domain of Arnheim”                                                                                    |

## Alte lucrări

### Eseuri

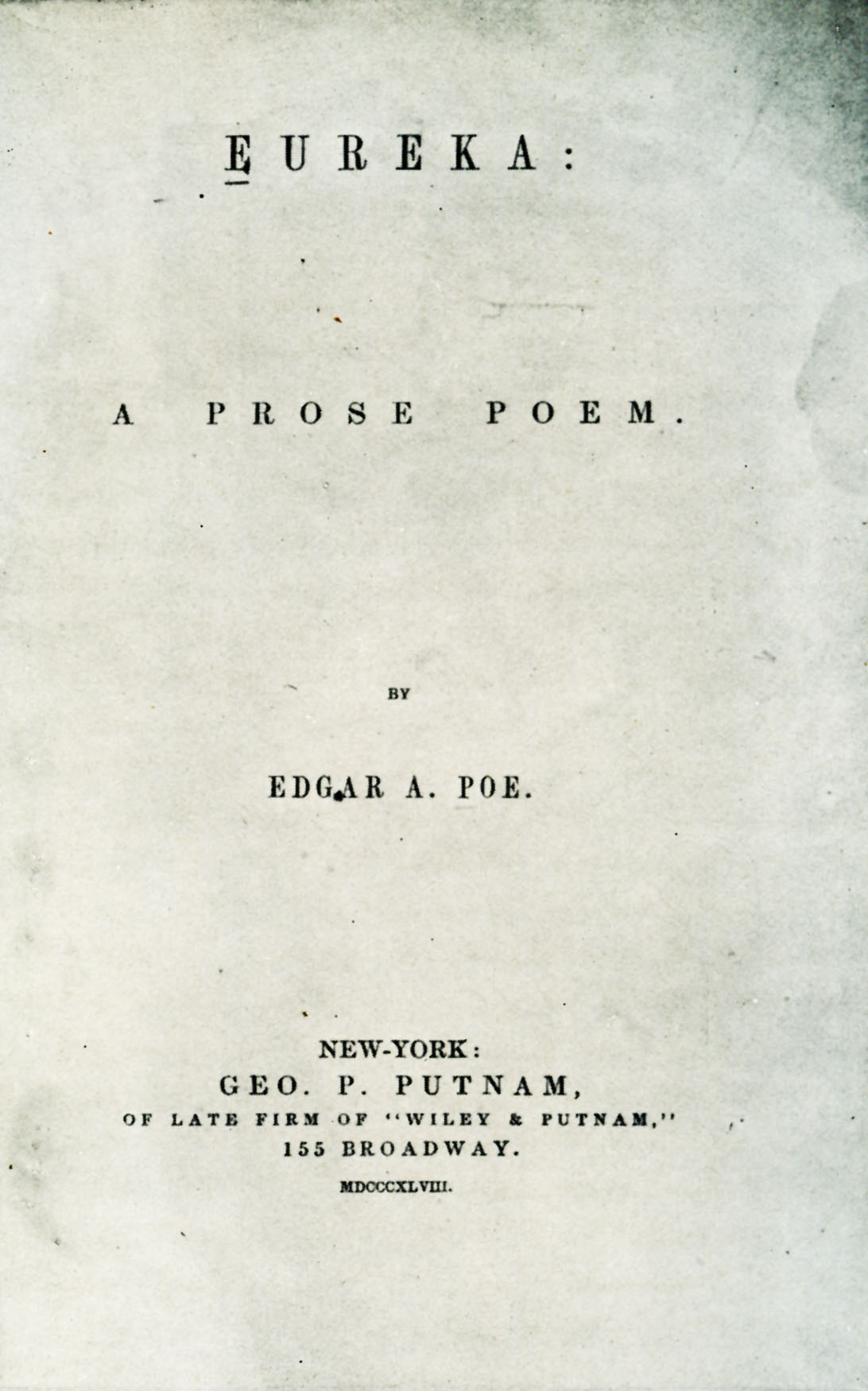
Eureka: A Prose Poem (1848)

- „Jucătorul de șah al lui Maelzel” („Maelzel's Chess Player”) (aprilie 1836 – Southern Literary Messenger)[108]
- „The Philosophy of Furniture” (mai 1840 – Burton's Gentleman's Magazine)[109]
- „A Few Words on Secret Writing” (iulie 1841 – Graham's Magazine)[110]
- „Morning on the Wissahiccon” (1844 – The Opal)[89]
- „Farsa cu balonul” („The Balloon-Hoax”) (13 aprilie 1844) — un articol de ziar care a fost de fapt o farsă jurnalistică[111]
- „The Philosophy of Composition” (aprilie 1846 – Graham's Magazine)[57]
- „Eureka: A Prose Poem” (martie 1848 – Wiley & Putnam)[112]
- „The Rationale of Verse” (octombrie 1848 – Southern Literary Messenger)[113]
- „The Poetic Principle” (decembrie 1848 – Southern Literary Messenger)[57]

### Romane
- Aventurile lui Arthur Gordon Pym (The Narrative of Arthur Gordon Pym of Nantucket) (primele două părți, ianuarie/februarie 1837 – Southern Literary Messenger, publicată ca roman complet în iulie 1838)[114]
- The Journal of Julius Rodman (primele șase părți, ianuarie–iunie 1840 – Burton's Gentleman's Magazine) — incomplet[115]

### Piese de teatru
- Politian (două părți, decembrie 1835–ianuarie 1836 – Southern Literary Messenger) — incompletă

### Altele
- Tales of the Folio Club — o colecție proiectată de povestiri burlești care nu a fost niciodată finalizată în timpul vieții lui Poe
- The Conchologist's First Book (1839) — un manual de concologie (studiul scoicilor de mare) căruia Poe i-a împrumutat numele său ca autor, deși nu el a scris-o[70]
- The Light-House (1849, niciodată publicată în timpul vieții lui Poe) — o scriere incompletă, care ar fi putut deveni o povestire sau un roman[116]

## Volume

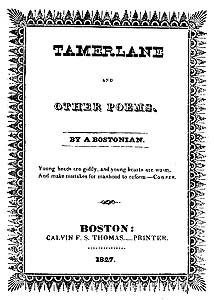
Tamerlane and Other Poems (1827)

Această listă de volume se referă numai la cele tipărite în timpul vieții lui Poe cu permisiunea lui. Antologiile moderne nu sunt incluse.
- Tamerlane and Other Poems (autorul a fost creditat ca fiind „un bostonian”) (1827)[23]
- Al Aaraaf, Tamerlane and Minor Poems (1829)[23]
- Poems (1831, tipărit ca „a doua ediție”)[117]
- Tales of the Grotesque and Arabesque (decembrie 1839)[118]
- The Prose Romances of Edgar A. Poe (1843)[119]
- Tales (1845, Wiley & Putnam)[120]
- The Raven and Other Poems (1845, Wiley & Putnam)[121]